# Мотин, Алексей Фёдорович
Алексей Фёдорович Мотин (1932, Сталино — 22 июля 1987, Донецкая область) — советский футболист, защитник.
В 1952 году — в составе команды КФК «Шахтёр» Смолянка и дубля «Шахтёра» Сталино. За сталинский «Шахтёр» играл в 1954—1958 годах и с августа 1959 по 1960 год — 76 матчей, три гола. В чемпионате СССР в 1956—1957, 1959—1960 годах — 68 матчей, один гол.
В первой половине сезона-1959 играл за «Шахтёр» Горловка, в 1961 — в команде КФК «Шахтёр» Смолянка, в 1962 году — играющий тренер команды КФК «Металлург» Красный Сулин.